# Lijst van nummer 1-hits in Noorwegen in 2004
Deze hits stonden in 2004 op nummer 1 in de VG-lista, de bekendste hitlijst in Noorwegen.
| Week | Artiest             | Titel                           |
| ---- | ------------------- | ------------------------------- |
| 1    | OutKast             | Hey Ya!                         |
| 2    | The Black Eyed Peas | Shut Up                         |
| 3    | The Black Eyed Peas | Shut Up                         |
| 4    | The Black Eyed Peas | Shut Up                         |
| 5    | The Black Eyed Peas | Shut Up                         |
| 6    | The Black Eyed Peas | Shut Up                         |
| 7    | The Black Eyed Peas | Shut Up                         |
| 8    | The Black Eyed Peas | Shut Up                         |
| 9    | Britney Spears      | Toxic                           |
| 10   | Britney Spears      | Toxic                           |
| 11   | Britney Spears      | Toxic                           |
| 12   | Usher               | Yeah!                           |
| 13   | Usher               | Yeah!                           |
| 14   | Usher               | Yeah!                           |
| 15   | Usher               | Yeah!                           |
| 16   | Usher               | Yeah!                           |
| 17   | Usher               | Yeah!                           |
| 18   | D12                 | My Band                         |
| 19   | Eamon               | Fuck It (I Don't Want You Back) |
| 20   | Usher               | Yeah!                           |
| 21   | Jim Stärk           | Morning Song                    |
| 22   | Eamon               | Fuck It (I Don't Want You Back) |
| 23   | Kjartan Salvesen    | Standing Tall                   |
| 24   | Kjartan Salvesen    | Standing Tall                   |
| 25   | Kjartan Salvesen    | Standing Tall                   |
| 26   | Kjartan Salvesen    | Standing Tall                   |
| 27   | O-Zone              | Dragostea din tei               |
| 28   | O-Zone              | Dragostea din tei               |
| 29   | O-Zone              | Dragostea din tei               |
| 30   | O-Zone              | Dragostea din tei               |
| 31   | O-Zone              | Dragostea din tei               |
| 32   | O-Zone              | Dragostea din tei               |
| 33   | O-Zone              | Dragostea din tei               |
| 34   | O-Zone              | Dragostea din tei               |
| 35   | O-Zone              | Dragostea din tei               |
| 36   | O-Zone              | Despre tine                     |
| 37   | O-Zone              | Despre tine                     |
| 38   | O-Zone              | Despre tine                     |
| 39   | O-Zone              | Despre tine                     |
| 40   | O-Zone              | Despre tine                     |
| 41   | O-Zone              | Despre tine                     |
| 42   | O-Zone              | Despre tine                     |
| 43   | O-Zone              | Despre tine                     |
| 44   | Bertine Zetlitz     | Fake Your Beauty                |
| 45   | Brian McFadden      | Real To Me                      |
| 46   | Britney Spears      | My Prerogative                  |
| 47   | Eric Prydz          | Call on Me                      |
| 48   | Eric Prydz          | Call on Me                      |
| 49   | Eric Prydz          | Call on Me                      |
| 50   | Band Aid            | Do They Know It's Christmas?    |
| 51   | Band Aid            | Do They Know It's Christmas?    |
| 52   | Band Aid            | Do They Know It's Christmas?    |